# ゲームアーティスツゼミナール
ゲームアーティスツゼミナールは東京都杉並区高円寺北にある塾。
小規模ながら「スクウェア・エニックス」、「バンダイナムコ」、「ドワンゴ」などの大手企業に就職する人材を育成した実績がある。

## 設置学科
- ゲームグラフィック講座
- ゲームプランニング講座